# رابرت ان. بردبری
رابرت ان. بردبری (انگلیسی: Robert N. Bradbury؛ ۲۳ مارس ۱۸۸۶ – ۲۴ نوامبر ۱۹۴۹) یک کارگردان، فیلم‌نامه‌نویس، و تهیه‌کننده اهل ایالات متحده آمریکا بود.